# Larentia fumosata
Larentia fumosata är en fjärilsart som beskrevs av Titi 1911. Larentia fumosata ingår i släktet Larentia och familjen mätare. Inga underarter finns listade i Catalogue of Life.